# 1959年全仏選手権 (テニス)
1959年 全仏選手権（1959ねんぜんふつせんしゅけん、Internationaux de France de Roland-Garros 1959）に関する記事。フランス・パリにある「ローランギャロス・スタジアム」にて開催。

## 大会の流れ
- 男子シングルスは「86名」の選手による7回戦制で行われた。22名の選手を絞り落とすため、1回戦として22試合を実施し、他の42名は2回戦から出場した。
- 男子のシード選手は16名であったが、第5・第6・第11・第12シードの4名は1回戦から出場した。他のシード選手が初戦敗退の場合は「2回戦＝初戦」と表記する。
- 女子シングルスは「64名」の選手による6回戦制で行われ、16名のシード選手を含むすべての選手が1回戦から出場した。

## シード選手

### 男子シングルス
1. ルイス・アヤラ　（ベスト4）
2. ニール・フレーザー　（ベスト4）
3. ニコラ・ピエトランジェリ　（初優勝）
4. （大会開始前に棄権？）
5. ジャック・ブリシャン　（ベスト8）
6. ピエール・ダーモン　（1回戦）
7. ジョン・ダグラス　（3回戦）
8. バッジ・パティー　（3回戦）
9. ロイ・エマーソン　（ベスト8）
10. ヤロスラフ・ドロブニー　（4回戦）
11. ビリー・ナイト　（ベスト8）
12. オーランド・シロラ　（3回戦）
13. ロッド・レーバー　（3回戦）
14. （大会開始前に棄権？）
15. ルー・ジェラード　（4回戦）
16. ジュゼッペ・メルロ　（4回戦）

### 女子シングルス
1. ジュジャ・ケルメツィ　（準優勝）
2. クリスティン・トルーマン　（初優勝）
3. マリア・ブエノ　（ベスト8）
4. シャーリー・ブラッシャー　（3回戦）
5. メアリー・カーター・レイタノ　（ベスト8）
6. サンドラ・レイノルズ　（ベスト4）
7. ジーン・アース　（2回戦）
8. ヨラ・ラミレス　（3回戦）
9. ベラ・プツェヨワ　（ベスト8）
10. クリスティアーヌ・メルセリス　（2回戦）
11. ジャネット・ホップス　（3回戦）
12. フローレンス・ド・ラ・クルティエ　（3回戦）
13. ロージー・レイズ　（ベスト4）
14. シルバナ・ラザリーノ　（3回戦）
15. レネ・シュールマン　（2回戦）
16. メアリー・プレンティス　（3回戦）

## 大会経過

### 男子シングルス
準々決勝
- ルイス・アヤラ vs.  ロイ・エマーソン　1-6, 6-4, 6-4, 6-3
- イアン・フェルマーク vs.  ジャック・ブリシャン　4-6, 2-6, 6-4, 6-3, 6-4
- ニコラ・ピエトランジェリ vs.  ビリー・ナイト　6-1, 6-2, 6-1
- ニール・フレーザー vs.  マーティン・マリガン　6-4, 8-6, 6-1

準決勝
- イアン・フェルマーク vs.  ルイス・アヤラ　6-2, 6-1, 6-4
- ニコラ・ピエトランジェリ vs.  ニール・フレーザー　7-5, 6-3, 7-5

### 女子シングルス
準々決勝
- ジュジャ・ケルメツィ vs.  ベラ・プツェヨワ　6-3, 6-4
- ロージー・レイズ vs.  メアリー・カーター・レイタノ　4-6, 6-1, 6-4
- サンドラ・レイノルズ vs.  マリア・ブエノ　2-6, 6-4, 6-2
- クリスティン・トルーマン vs.  ポーラ・クルトワ　6-1, 8-6

準決勝
- ジュジャ・ケルメツィ vs.  ロージー・レイズ　6-3, 6-0
- クリスティン・トルーマン vs.  サンドラ・レイノルズ　4-6, 8-6, 6-2

## 決勝戦の結果
- 男子シングルス： ニコラ・ピエトランジェリ vs.  イアン・フェルマーク　3-6, 6-3, 6-4, 6-1
- 女子シングルス： クリスティン・トルーマン vs.  ジュジャ・ケルメツィ　6-4, 7-5
- 男子ダブルス： ニコラ・ピエトランジェリ＆ オーランド・シロラ vs.  ロイ・エマーソン＆ ニール・フレーザー　6-3, 6-2, 14-12
- 女子ダブルス： サンドラ・レイノルズ＆ レネ・シュールマン vs.  ヨラ・ラミレス＆ ロージー・レイズ　2-6, 6-0, 6-1
- 混合ダブルス： ビリー・ナイト＆ ヨラ・ラミレス vs.  ロッド・レーバー＆ レネ・シュールマン　6-4, 6-4